# Los Teques
Los Teques is een stad in Venezuela en is de hoofdplaats van de staat Miranda.
In 2001 telde Los Teques 140.617 inwoners, in 2013 252.000. De stad ligt ten zuidwesten van Caracas aan de rivier San Pedro.
De stad is de zetel van het rooms-katholieke bisdom Los Teques.

## Geschiedenis
De plaats werd genoemd naar een gelijknamige indianenstam. Hun leider Guaicaipuro, die vocht tegen de conquistadores in de 16e eeuw, zou hier geboren zijn. De plaats groeide in de 17e eeuw dankzij de teelt van suikerriet, cacao, tabak en koffie in de omgeving. De stad groeide als residentiële voorstad van Caracas. In de jaren 1970 kwam hier ook industrie dankzij de lage grondprijzen en de goede verbinding met de haven van Puerto Cabello.